# Sven Blot
Sven Blot (zm. między 1083 a 1087) – król Szwecji. Jego przydomek znaczy ofiarnik, ponieważ nie porzucił wiary pogańskiej i składał ofiary bogom.
Jego potomstwo to prawdopodobnie:
- Kol – przypuszczalnie ojciec Swerkera I Starszego
- Ulf – podobno zwany był „Galla” (żółty), ale prawdopodobnie chodzi tu o pomyłkę ze słowem „Gamla” (stary); około roku 1160 został mianowany jarlem przez króla Karola Sverkerssona
- Cecylia – prawdopodobnie matka Eryka Świętego